# Etorki
Etorki is een Franse kaas, gemaakt in Frans Baskenland, in de westelijke Pyreneeën. Centrum van de productie van de kaas is Mauléon-Licharre. De naam Etorki komt uit het Baskisch, het betekent “oorsprong”. De kaas wordt gemaakt door de Fromagerie des Chaumes.
Etorki is een schapenkaas, de kaas wordt gemaakt op de wijze zoals vanouds de schaapherders de kaas maakten. Etorki heeft geen AOC-keur, in tegenstelling tot de vergelijkbare Ossau-Iraty. Etorki is over het algemeen een industrieel product, wordt in kaasfabrieken gemaakt van gepasteuriseerde melk.
De Etorki wordt gemaakt van schapenmelk, melk die slechts een beperkt deel van het jaar (van winter tot en met de vroege zomer) beschikbaar is. Buiten deze periode wordt er ook wel een kaas gemaakt onder de naam Etorki, maar dan van koemelk.
De kaas kent een rijpingsperiode van zeven weken. Na die tijd heeft de kaas een goud-gele kaasmassa en een dunne, roodbruine natuurlijke korst en een zoute, fruitige smaak.